# Thinodromus diffusus
Thinodromus diffusus är en skalbaggsart som först beskrevs av Thomas Casey 1889.  Thinodromus diffusus ingår i släktet Thinodromus och familjen kortvingar. Inga underarter finns listade i Catalogue of Life.